# Lois Duncan
Lois Duncan, właśc. Lois Duncan Steinmetz (ur. 28 kwietnia 1934 w Filadelfii, zm. 15 czerwca 2016 w Sarasocie) – amerykańska pisarka, autorka m.in. popularnych thrillerów dla młodzieży i książeczek z obrazkami dla dzieci.

## Życiorys
Urodzona w Filadelfii, wychowywała się w Sarasocie na Florydzie. Zaczęła pisać jako dziesięciolatka, a już jako trzynastolatka sprzedała swoją pierwszą powieść. W latach 1952–1953 studiowała na Uniwersytecie Duke'a, jednak zaprzestała edukacji, by założyć rodzinę. Po pierwszym małżeństwie przeniosła się do Albuquerque w Nowym Meksyku, podejmując pracę wykładowcy na miejscowym uniwersytecie, na którym uzyskała również bakalaureat. W Albuquerque poznała Dona Arquette'a, który został jej drugim mężem.
Najpopularniejszym utworem Duncan jest I Know What You Did Last Summer, intrygująca powieść suspensu dla młodzieży, która doczekała się ekranizacji – Koszmar minionego lata. Ważną pozycją w jej twórczości jest także książka Kto zabił moją córkę?, będąca relacją z poszukiwań pisarki mordercy jej 18-letniej córki – Kaitlyn Arquette.

## Twórczość
- Love Song for Joyce (1957) – wyd. pod ps. „Lois Kerry”
- Debutante Hill (1957)
- A Promise for Joyce (1958) – wyd. pod ps. „Lois Kerry”
- The Littlest One in the Family (1959)
- The Middle Sister (1960)
- Silly Mother (1962)
- Game of Danger (1962)
- Giving Away Suzanne (1962)
- Season of the Two-Heart (1965)
- Point of Violence (1966)
- They Never Came Home (1968)
- Major Andre, Brave Enemy (1968) – biografia
- Peggy (1970) – biografia
- Hotel for Dogs (1971)
- A Gift of Magic (1971)
- I Know What You Did Last Summer (1973)
- When the Bough Breaks (1974)
- Down a Dark Hall (1974)
- Summer of Fear (1976)
- Killing Mr. Griffin (1978)
- How to Write and Sell Your Personal Experiences (1979)
- Daughters of Eve (1979)
- Stranger with My Face (1981)
- Chapters: My Growth as a Writer (1982) – autobiografia
- The Terrible Tales of Happy Days School (1983)
- From Spring to Spring (1983)
- The Third Eye (1984)
- Horses of Dreamland (1985)
- Locked in Time (1985)
- The Twisted Window (1987)
- Wonder Kid Meets the Evil Lunch Snatcher (1988)
- The Birthday Moon (1989)
- Don't Look Behind You (1989)
- Kto zabił moją córkę? (Who Killed My Daughter?, 1992)
- The Circus Comes Home (1993)
- Psychic Connections (1995)
- The Magic of Spider Woman (1996)
- Night Terrors (1996) – antologia
- Gallows Hill (1997)
- Trapped! (1998) – antologia
- The Longest Hair in the World (1999)
- I Walk at Night (2000)
- On the Edge (2000) – antologia
- Song of the Circus (2002)
- Seasons of the Heart (2007) – wiersze
- News for Dogs (2009)
- Movie for Dogs (2010)